# Дальнє (Чечня)
Дальнє (рос. Дальнее) — село у Наурському районі Чечні Російської Федерації.
Населення становить 182 особи. Входить до складу муніципального утворення Іщерське сільське поселення.

## Історія
Згідно із законом від 14 липня 2008 року органом місцевого самоврядування є Іщерське сільське поселення.

## Населення
| 1990 | 2002 | 2010 |
| ---- | ---- | ---- |
| 249  | ↘185 | ↘182 |